# Lenguas de Abjasia

Distribución étnica en Abjasia (2009).
Mayoría abjasia
Mayoría georgiana
Mayoría armenia

Los idiomas oficiales de Abjasia son el abjasio, de la familia de las lenguas caucásicas noroccidentales; y el ruso, que está muy extendido y la mayoría de la población lo habla con fluidez. 
Otras lenguas habladas en Abjasia son el georgiano y el megreliano. La gran mayoría de la población étnicamente georgiana es bilingüe, hablan tanto el georgiano como el megreliano. 
La población de origen armenio habla en armenio.